# Edna (California)
Edna es un lugar designado por el censo ubicado en el condado de San Luis Obispo en el estado estadounidense de California. En el año 2010 tenía una población de 193 habitantes.

## Geografía
Edna se encuentra ubicado en las coordenadas 35°12′30″N 120°36′17″O / 35.20833, -120.60472.